# Tyriobapta kuekenthali
Tyriobapta kuekenthali – gatunek ważki z rodziny ważkowatych (Libellulidae). Występuje w Azji Południowo-Wschodniej; stwierdzony w malezyjskiej części Półwyspu Malajskiego, na Borneo, Sumatrze i Belitung.